# 9909 Eschenbach
9909 Eschenbach là một tiểu hành tinh vành đai chính. Nó quay quanh Mặt Trời mỗi 3.60 năm.
Được phát hiện ngày 26 tháng 3 năm 1971 bởi Cornelis Johannes van Houten và Ingrid van Houten-Groeneveld ngày photographic plates made bởi Tom Gehrels with Samuel Oschin telescope ở Đài thiên văn Palomar, tên chỉ định của nó là "4355 T-1". It was later renamed "Eschenbach" after Wolfram von Eschenbach, a medieval poet.